# Mammillaria magnimamma
Mammillaria magnimamma, conocida como biznaga de chilitos en el estado de Hidalgo, es una especie perteneciente a la familia Cactaceae. Es endémico de México.

## Descripción
Cactus de cuerpo globoso algo aplanado, de color gris verdoso a azul verdoso; de unos 10-12 cm de diámetro. El cuerpo está cubierto de 8 a 13 protuberancias cuadrangulares (tubérculos), con lanosidad blanca en las axilas. De 2 a 5 espinas radiales (15-45 mm) blancas o amarillentas con la punta oscura, normalmente no tiene espina central. Flores de unos 20-25 mm de color crema con venas rojizas o rosa oscuro.  Frutos pequeños (20 mm) carnosos, de color rojo oscuro con diminutas semillas marrones. Aunque al principio no emite hijuelos, a medida que envejece se empieza a ramificar desde la base, hasta formar densos grupos.

## Distribución y hábitat
Especie endémica del centro de México, se distribuye por los estados de Aguascalientes, Guanajuato, Guerrero, Hidalgo, Nuevo León, San Luis Potosí, Tamaulipas y Querétaro. Su hábitat natural son los desiertos a altitudes de 100 a 2700 m s. n. m.

## Taxonomía
Mammillaria magnimamma fue descrita por Adrian Hardy Haworth y publicada en Philosophical Magazine and Journal 63: 41, en 1824.
Etimología
Mammillaria: nombre genérico que fue descrito por vez primera por Carlos Linneo como Cactus mammillaris en 1753, nombre derivado del latín mammilla = tubérculo, en alusión a los tubérculos que son una de las características del género.
magnimamma: epíteto latíno que significa "gran mama"
Variedad aceptada
- Mammillaria magnimamma var. 'arietina' (Lem.) Salm-Dyck

Sinonimia
- Mammillaria macracantha
- Mammillaria zuccariniana
- Mammillaria centricirrha
- Mammillaria bucareliensis
- Mammillaria vagaspina
- Mammillaria priessnitzii
- Mammillaria saxicola
- Mammillaria vallensis
- Mammillaria rioverdensis

## Galería
|                                         |
| Ilustración en Iconographia Cactacearum |

|                                |
| Vista general de M. magnimamma |

|                                     |
| M. magnimamma en su hábitat natural |

|           |
| Floración |

|                        |
| Fruto, llamado chilito |

|                                     |
| Detalle de las espinas y gloquidios |

|                                |
| M. magnimamma en Tula, Hidalgo |

|                                              |
| M. magnimamma en el jardín botánico Wilhelma |

|                                    |
| Mammillaria magnimamma var. toluca |

|                                      |
| Mammillaria magnimamma var. neumonia |